# Трясь
Трясь— деревня в Жуковском районе Калужской области, в составе сельского поселения «Деревня Верховье».
Трясь - лихорадка, также болото

## География
Расположена на севере Калужской области. Рядом — Окороково, Поливановка  и Верховье.

## Климат
Умеренно-континентальный с выраженными сезонами года: умеренно жаркое и влажное лето, умеренно холодная зима с устойчивым снежным покровом. Средняя температура июля +18 °C, января −9 °C. Теплый период длится в среднем около 220 дней.

## Население
| 2002 | 2010 |
| ---- | ---- |
| 21   | →21  |

## История
Относилась к Репинской волости.
В 1782 году деревня Трясь с пустошами Малоярославецкого уезда Калужского наместничества, лейб-гвардии капитана  Михаила Алексеевича Кологривова(умер 1788 году), отца Кологривова Дмитрия Михайловича.